# Magnettändning
Magnettändning är ett tändsystem för en förbränningsmotor av typ ottomotor där elenergin genereras av en permanentmagnet på svänghjulet och inte erhålles från ett batteri eller en generator.
Se tändsystem.